# سولا
لوكيوس كرنليوس سولا فيلكس (باللاتينية: Lucius Cornelius Sulla Felix؛ 138-78 ق.م)، والمعروف اختصارا باسم سولا، هو أرطبون وقنصل روماني. انتصر في أول فتنة أهلية عظيمة بين الرومانيين وصار أول رجل في الجمهورية ينتزع السلطان بالسيف.
عمل سولا كقنصل لمرتين وقام بإحياء منصب الدكتاتور. قائد عسكري موهوب، حقق سولا نجاحات في حروب ضد خصومٍ من الخارج والداخل. لمع نجمه أثناء الحرب ضد الملك النوميدي يوغرطة، والذي تمكن من القبض عليه بعد خيانة حلفائه له، ومع ذلك نسب فضل إنهاء الحرب لخصمه غايوس ماريوس. نجح بعد ذلك في محاربة القبائل الجرمانية أثناء الحرب الكيمبرية، والحلفاء الإيطاليين في الحرب الإجتماعية. منح التاج العشبي لبلاءة في معركة نولا. كان سولا مبجلاً لفينوس، فاتخذ لقب «إيبافروديتوس» ومعناه "مفضول أفروديت/فينوس".
سولا كان لة أثرٌ في التنازع بين الأوبتيميتسو الببيولارس في رومة. كان رئيس الأوبتيميتس، والذي حفظ سلطان مجلس الشيوخ من تمرد ماريوس - عم قيصر - وحزبة. نشب خلاف على قيادة الجيش في حرب ميثراداتس، والتي مُنِحت في الأساس لسولا من قِبَل مجلس الشيوخ ولكنها سحبت منه بسبب مكائد ماريوس له، زحف سولا بجنودة إلى رومة فهزم جند ماريوس. قام البوبيولارس بالاستيلاء على السلطة بعد مغادرة سولا برفقة جيشه إلى آسية. رجع من المشرق منصوراً في عام 82 ق.م، فزحف إلى رومة مرة أخرى وهزم الببيولارس في موقعة بوابة كولاين.
أعاد سولا منصب الدكتاتور، بعد أن كان ساكنا منذ الحرب البونيقية الثانية، قبل قرن ونيف. فظهر على خصومه وأصلح القوانين وأعاد لمجلس الشيوخ هيبتة وقمع المدافعين عن الدهماء. في عام 78 ق.م ترك منصب الدكتاتورية، وتفرغ لشؤونة وهلك في العام الذي يليه. ظهر بعض الرجال - أمثال يوليوس قيصر - الذين ذهبوا مذهبة لإنتزاع السلطان بالإنقلاب.

## مساعد ماريوس وخصمه
كان سولا مرافقا لماريوس في حملاته حيث ساعده في الإمساك بيوغرطة النوميدي في مخاطرة جريئة عام 104 ق م وعندما أخضع القبائل الجرمانية من التيوتوني والكيمبري عامي 102 و101.
في عام 88 ق م تم تعيينه ليجابه الخطر المتزايد لميثريداتس السادس لأنه أظهر قدرته كملازم موثوق على أن ماريوس كان يسعى لهذا المنصب فأوقع هذا الشقاق بينهما ما حدا بالمعادين لمجلس الشيوخ أن ينحازوا لماريوس وأدى هذا لاندلاع حرب أهلية بين الطرفين اللذان حاولا الاستيلاء على روما ومات الآلاف في هذا الصراع منهم ماريوس نفسه عام 86 ق م.

## سولا الدكتاتور
انتهت المرحلة الأولى من الحرب بانتصار شامل لسولا عام 82 ق.م الذي عين نفسه حاكما لفترة غير محددة وعندما كان بإمكانه إلغاء السلطة أعاد الشيوخ ليحموا الدولة من الجنرالات الطامحين والقلاقل الشعبية حيث أصدار قرارا يمنع في المجلس القبلي من عرض اقتراحات عليه دون موافقة مجلس الشيوخ مما أعطاهم سلطات واسعة للغاية ومع اتهام سولا بأنه يريد جعل سلطته دائمة استقال طواعية عام 79 ومات في السنة اللاحقة ولم يمض على موته الكثير حتى انهارت حكومته وأعيدت لأصلها.